# Athelstan Frederick Spilhaus
Athelstan Frederick Spilhaus (* 25. November 1911 in Rondebosch, Südafrikanische Union; † 30. März 1998 in Middleburg, Virginia, Vereinigte Staaten) war ein südafrikanisch-US-amerikanischer Ingenieur, Ozeanograph, Meteorologe und Erfinder. Er entwickelte unter anderem die nach ihm benannte Spilhaus-Projektion, die alle Ozeane der Erde als eine zusammenhängende Wasserfläche darstellt.

## Familie
Athelstan Spilhaus hatte schottische, deutsche und portugiesische Vorfahren. Seine Eltern waren Antonio Karl Spilhaus (Sohn von Karl Spilhaus aus Lübeck (1847–1878) und Virginia Auguste Coelho (1855–1878) aus Lissabon) und Nellie Brown Muir (Tochter von Thomas Muir und Margaret Bell). Athelstan Spilhaus hatte zwei ältere Brüder sowie zwei ältere Schwestern. Der Kaufmann Arnold Wilhelm Spilhaus war sein Großonkel.
Einer seiner beiden Söhne, Athelstan Frederick „Fred“ Spilhaus (1938–2018), war Geophysiker und war ab 1970 Direktor der American Geophysical Union.

## Leben
Spilhaus wuchs in der Südafrikanischen Union und in England auf. An der Universität Kapstadt studierte er Maschinenbau und erreichte den Abschluss Bachelor of Science im Jahr 1931. Nach dem Studium arbeitete er für kurze Zeit bei den Junkers Flugzeugwerken AG in Deutschland, bevor er am Massachusetts Institute of Technology Luftfahrttechnik studierte und 1933 mit Master of Science abschloss. Bis 1935 war er wissenschaftlicher Mitarbeiter am MIT.
Er kehrte 1935 kurzzeitig nach Südafrika zurück, wo er sich mit meteorologischen Untersuchungen der Atmosphäre beschäftigte. Seine anschließende Arbeit an der Woods Hole Oceanographic Institution führte zur Erfindung des Bathythermographen.
Von 1938 bis 1947 war er Leiter des meteorologischen Instituts der New York University. Ab 1943 wurde diese Tätigkeit durch Spilhaus’ Eintritt in die US-Army unterbrochen, wo er für die Entwicklung meteorologischer Instrumente verantwortlich war. Spilhaus verließ die Streitkräfte als Oberstleutnant und wurde mit der Legion of Merit ausgezeichnet. 1946 wurde er Staatsbürger der Vereinigten Staaten von Amerika. Von 1949 bis 1966 war er Dekan der technischen Fakultät der University of Minnesota.
1951 war Spilhaus als „Scientific Director of Weapons Effects“ an zwei Kernwaffentests in Nevada beteiligt. 1954 bis 1958 vertrat er die USA im Exekutivrat der UNESCO. Er wurde von Präsident John F. Kennedy zum Verantwortlichen für die Wissenschaftsausstellung auf der Weltausstellung in Seattle 1962 ernannt. In Anlehnung an die sogenannten „land-grant colleges“  entwickelte er das Konzept der „Sea-grant colleges“, einem Zusammenschluss von Hochschulen, die an der Erforschung der Meere beteiligt sind. Er war Mitglied des National Science Boards der Vereinigten Staaten. 1970 wurde er zum Präsidenten der American Association for the Advancement of Science gewählt.
Spilhaus starb am 30. März 1998 im Alter von 86 Jahren. Sein Grab befindet sich auf dem Friedhof Arlington National Cemetery.

## Sonstiges
Spilhaus’ Versuche mit Wetterballons, die mit Messgeräten ausgestattet waren und eingesetzt werden sollten, um Atomtests der Sowjetunion zu detektieren, führten zum sogenannten Roswell-Zwischenfall. Die britische Zeitschrift Economist nannte ihn in einem Nachruf daher „Erfinder der Aliens“.
Einem breiteren amerikanischen  Publikum wurde er vor allem als Autor der wissenschaftlichen Comicreihe Our New Age bekannt, die von 1957 bis 1973 in zahlreichen Sonntagszeitungen erschien. 1962 soll John F. Kennedy zu Spilhaus gesagt haben: “The only science I ever learned was from your comic strip in the Boston Globe.” (“Das einzige, was ich je über Naturwissenschaften gelernt habe, habe ich durch Ihre Comics im Boston Globe gelernt”).
Spilhaus besaß mehrere tausend mechanische Spielzeuge und ist Autor eines Buches über zu dem Thema. Zudem beschäftigte er sich mit Kartografie und entwarf verschiedene ungewöhnliche Projektionen.
Seit 2003 verleiht die American Geophysical Union (AGU) den Athelstan Spilhaus Award.

## Veröffentlichungen
- mit Kathleen Spilhaus: Mechanical Toys: How old toys work. Crown Publishers, New York 1989, ISBN 0-517-56966-3.
- Satellite of the sun: The science of the earth and its surroundings. Viking Press, 1958
- Atlas of the world with geophysical boundaries showing oceans, continents, and tectonic plates in their entirety, American Philosophical Society, 1991, ISBN  978-0871691965